# Aeroportul Internațional Lubumbashi
Aeroportul Internațional Lubumbashi (IATA: FBM, ICAO: FZQA) este un aeroport din Lubumbashi, Provincia Haut-Katanga, Republica Democratică Congo ce deservește zona Lubumbashi. A fost numit după zona deservită.
Situat la o altitudine de 1.309 m, aeroportul dispune de 1 pistă.

## Infrastructură

### Piste
Aeroportul dispune de o singură pistă. Pista 07/25 are suprafața de Bitum și dimensiunile 3.203 m × . 